# Marc López
Marc López Tarrés (* 31. Juli 1982 in Barcelona) ist ein ehemaliger spanischer Tennisspieler.

## Leben
Im Alter von acht Jahren begann Marc López zusammen mit seinem Bruder Raúl mit dem Tennissport. Am 30. November 2015 heiratete er seine langjährige Freundin Maria.

## Karriere
López, der in seiner Juniorenkarriere im Doppel mit Tommy Robredo im Jahr 2000 die French Open gewann, siegte in seiner Profilaufbahn zunächst bei diversen kleineren Turnieren im Doppel, bevor er 2004 schließlich das Finale beim ATP-Turnier in Valencia mit Feliciano López erreichte. Gleich bei seinem ersten Auftritt in der Einzelkonkurrenz eines ATP-Turniers in Stuttgart im Jahr 2001 erreichte er das Halbfinale.
2009 gewann López an der Seite seines Landsmanns Rafael Nadal das ATP-Turnier in Doha gegen Daniel Nestor und Nenad Zimonjić. 2010 gewann er, wiederum mit Nadal, das Indian Wells Masters; Gegner waren erneut Nestor und Zimonjić. Zusammen mit David Marrero sicherte er sich im gleichen Jahr die Titel in Estoril und Hamburg.
2011 wiederholte er mit Nadal seinen Erfolg in Doha und stand drei weitere Male in einem Doppelfinale. In der Saison 2012 gewann er zunächst mit Nadal zum zweiten Mal das Indian Wells Masters, ehe er mit Marcel Granollers, mit dem er bereits 2011 zweimal im Finale gestanden hatte, das Rom Masters und das Turnier in Gstaad gewann. Sie standen zudem in vier weiteren Endspielen, unter anderem beim Kanada Masters. Den größten Erfolg feierten sie bei den ATP World Tour Finals in London, wo sie im Finale Rohan Bopanna und Mahesh Bhupathi besiegten. 2013 erreichten sie nur einmal ein Endspiel, beim Masters in Cincinnati unterlagen sie Bob und Mike Bryan. 2014 gewann López in Buenos Aires mit Granollers den vierten gemeinsamen Titel und seinen zehnten Karrieretitel im Doppel. Darüber hinaus standen sie auch bei den French Open und den US Open zusammen im Finale. Im Jahr 2016 gewann er schließlich mit Landsmann Feliciano López die Doppelkonkurrenz der French Open und zudem mit Nadal bei den Olympischen Spielen in Rio de Janeiro die Goldmedaille im Herrendoppel. 2022 beendete López seine Karriere.
Von 2012 bis 2018 bestritt López für die spanische Davis-Cup-Mannschaft insgesamt 13 Begegnungen. Er gewann seine beiden Einzelpartien und sicherte sich im Doppel vier Siege bei insgesamt 13 Einsätzen.

## Erfolge
| Legende (Anzahl der Siege)                      |
| Grand Slam (1)                                  |
| Olympische Spiele (1)                           |
| ATP World Tour Finals (1)                       |
| ATP World Tour Masters 1000 (3)                 |
| ATP World Tour 500 (2)                          |
| ATP International Series ATP World Tour 250 (6) |
| ATP Challenger Tour (15)                        |

| ATP-Titel nach Belag |
| Hartplatz (7)        |
| Sand (7)             |
| Rasen (0)            |

### Einzel

#### Turniersiege

##### ATP Challenger Tour
| Nr. | Datum              | Turnier  | Belag | Finalgegner     | Ergebnis       |
| --- | ------------------ | -------- | ----- | --------------- | -------------- |
| 1.  | 13. September 2003 | Budapest | Sand  | Mariano Delfino | 6:4, 2:6, 7:5  |
| 2.  | 6. Mai 2006        | Telde    | Sand  | Benedikt Dorsch | 6:0, 6:1       |
| 3.  | 10. September 2006 | Brașov   | Sand  | Victor Crivoi   | 4:6, 6:3, 7:68 |
| 4.  | 21. Februar 2009   | Tanger   | Sand  | Pere Riba       | 5:7, 6:4, 7:69 |

### Doppel

#### Turniersiege

##### ATP World Tour
| Nr. | Datum             | Turnier          | Belag         | Partner           | Finalgegner                            | Ergebnis          |
| --- | ----------------- | ---------------- | ------------- | ----------------- | -------------------------------------- | ----------------- |
| 1.  | 11. Januar 2009   | Doha (1)         | Hartplatz     | Rafael Nadal      | Daniel Nestor Nenad Zimonjić           | 4:6, 6:4, [10:8]  |
| 2.  | 21. März 2010     | Indian Wells (1) | Hartplatz     | Rafael Nadal      | Daniel Nestor Nenad Zimonjic           | 7:68, 6:3         |
| 3.  | 9. Mai 2010       | Estoril          | Sand          | David Marrero     | Pablo Cuevas Marcel Granollers         | 6:71, 6:4, [10:4] |
| 4.  | 25. Juli 2010     | Hamburg          | Sand          | David Marrero     | Jérémy Chardy Paul-Henri Mathieu       | 6:3, 2:6, [10:8]  |
| 5.  | 8. Januar 2011    | Doha (2)         | Hartplatz     | Rafael Nadal      | Daniele Bracciali Andreas Seppi        | 6:3, 7:64         |
| 6.  | 17. März 2012     | Indian Wells (2) | Hartplatz     | Rafael Nadal      | Sam Querrey John Isner                 | 6:2, 7:63         |
| 7.  | 20. Mai 2012      | Rom              | Sand          | Marcel Granollers | Łukasz Kubot Janko Tipsarević          | 6:3, 6:2          |
| 8.  | 22. Juli 2012     | Gstaad           | Sand          | Marcel Granollers | Santiago Giraldo Robert Farah          | 6:4, 7:69         |
| 9.  | 12. November 2012 | London           | Hartplatz (i) | Marcel Granollers | Rohan Bopanna Mahesh Bhupathi          | 7:5, 3:6, [10:3]  |
| 10. | 16. Februar 2014  | Buenos Aires     | Sand          | Marcel Granollers | Pablo Cuevas Horacio Zeballos          | 7:5, 6:4          |
| 11. | 8. Januar 2016    | Doha (3)         | Hartplatz     | Feliciano López   | Philipp Petzschner Alexander Peya      | 6:4, 6:3          |
| 12. | 4. Juni 2016      | French Open      | Sand          | Feliciano López   | Bob Bryan Mike Bryan                   | 6:4, 6:76, 6:3    |
| 13. | 12. August 2016   | Rio de Janeiro   | Hartplatz     | Rafael Nadal      | Florin Mergea Horia Tecău              | 6:2, 3:6, 6:4     |
| 14. | 29. April 2018    | Barcelona        | Sand          | Feliciano López   | Aisam-ul-Haq Qureshi Jean-Julien Rojer | 7:65, 6:4         |

##### ATP Challenger Tour
| Nr. | Datum             | Turnier                | Belag | Partner                | Finalgegner                                        | Ergebnis          |
| --- | ----------------- | ---------------------- | ----- | ---------------------- | -------------------------------------------------- | ----------------- |
| 1.  | 3. April 2004     | Barletta               | Sand  | Fernando Vicente       | Jaroslav Levinský David Škoch                      | 7:66, 4:6, 6:4    |
| 2.  | 28. Mai 2005      | Ettlingen              | Sand  | Albert Portas          | Jeroen Masson Gabriel Trujillo Soler               | 3:6, 6:1, 7:5     |
| 3.  | 3. Juni 2006      | Turin                  | Sand  | Marcel Granollers      | Leonardo Azzaro Flavio Cipolla                     | 6:4, 6:3          |
| 4.  | 20. Januar 2007   | La Serena              | Sand  | Simone Vagnozzi        | Carlos Berlocq Brian Dabul                         | 3:6, 6:3, [10:1]  |
| 5.  | 27. Januar 2007   | Santiago de Chile      | Sand  | Brian Dabul            | Pablo Cuevas Horacio Zeballos                      | 6:2, 3:6, [10:8]  |
| 6.  | 11. Mai 2007      | Maspalomas             | Sand  | Marcel Granollers      | Leonardo Azzaro Rainer Eitzinger                   | 3:6, 6:1, [10:3]  |
| 7.  | 28. Juli 2007     | Posen                  | Sand  | Santiago Ventura       | Flavio Cipolla Ivo Klec                            | 6:2, 5:7, [10:3]  |
| 8.  | 1. September 2007 | Freudenstadt           | Sand  | Martín Vilarrubí       | Martin Slanar Pavel Šnobel                         | 6:2, 6:7, [10:5]  |
| 9.  | 20. April 2008    | Athen                  | Sand  | Gabriel Trujillo Soler | Konstantinos Economidis Alexandros Giakoupovits    | 6:4, 6:4          |
| 10. | 23. August 2008   | Donostia-San Sebastián | Sand  | Gabriel Trujillo Soler | Rubén Ramírez Hidalgo José Antonio Sánchez de Luna | 6:73, 6:3, [10:6] |
| 11. | 28. Februar 2009  | Meknès                 | Sand  | Lamine Ouahab          | Alessio di Mauro Giancarlo Petrazzuolo             | 6:3, 7:5          |

#### Finalteilnahmen
| Nr. | Datum             | Turnier     | Belag         | Partner           | Finalgegner                             | Ergebnis          |
| --- | ----------------- | ----------- | ------------- | ----------------- | --------------------------------------- | ----------------- |
| 1.  | 18. April 2004    | Valencia    | Sand          | Feliciano López   | Gastón Etlis Martín Rodríguez           | 5:7, 6:75         |
| 2.  | 31. Oktober 2010  | Montpellier | Hartplatz (i) | Eduardo Schwank   | Stephen Huss Ross Hutchins              | 2:6, 6:4, [7:10]  |
| 3.  | 6. Februar 2011   | Zagreb      | Hartplatz (i) | Marcel Granollers | Dick Norman Horia Tecău                 | 3:6, 4:6          |
| 4.  | 1. Mai 2011       | Estoril (1) | Sand          | David Marrero     | Eric Butorac Jean-Julien Rojer          | 3:6, 4:6          |
| 5.  | 16. Juli 2011     | Stuttgart   | Sand          | Marcel Granollers | Jürgen Melzer Philipp Petzschner        | 3:6, 4:6          |
| 6.  | 3. März 2012      | Acapulco    | Sand          | Marcel Granollers | David Marrero Fernando Verdasco         | 3:6, 4:6          |
| 7.  | 29. April 2012    | Barcelona   | Sand          | Marcel Granollers | Mariusz Fyrstenberg Marcin Matkowski    | 6:2, 6:77, [8:10] |
| 8.  | 14. Juli 2012     | Umag        | Sand          | Marcel Granollers | David Marrero Fernando Verdasco         | 3:6, 6:74         |
| 9.  | 12. August 2012   | Toronto     | Hartplatz     | Marcel Granollers | Bob Bryan Mike Bryan                    | 1:6, 6:4, [10:12] |
| 10. | 18. August 2013   | Cincinnati  | Hartplatz     | Marcel Granollers | Bob Bryan Mike Bryan                    | 4:6, 6:4, [4:10]  |
| 11. | 7. Juni 2014      | French Open | Sand          | Marcel Granollers | Julien Benneteau Édouard Roger-Vasselin | 3:6, 6:71         |
| 12. | 7. September 2014 | US Open (1) | Hartplatz     | Marcel Granollers | Bob Bryan Mike Bryan                    | 3:6, 4:6          |
| 13. | 3. Mai 2015       | Estoril (2) | Sand          | David Marrero     | Treat Huey Scott Lipsky                 | 1:6, 4:6          |
| 14. | 17. Mai 2015      | Rom         | Sand          | Marcel Granollers | Pablo Cuevas David Marrero              | 4:6, 5:7          |
| 15. | 27. Februar 2016  | Dubai       | Hartplatz     | Feliciano López   | Simone Bolelli Andreas Seppi            | 2:6, 6:3, [12:14] |
| 16. | 15. April 2017    | Marrakesch  | Sand          | Marcel Granollers | Dominic Inglot Mate Pavić               | 4:6, 6:2, [9:11]  |
| 17. | 24. April 2017    | Monte Carlo | Sand          | Feliciano López   | Rohan Bopanna Pablo Cuevas              | 3:6, 6:3, [4:10]  |
| 18. | 30. Juli 2017     | Hamburg     | Sand          | Pablo Cuevas      | Ivan Dodig Mate Pavić                   | 3:6, 4:6          |
| 19. | 8. September 2017 | US Open (2) | Hartplatz     | Feliciano López   | Jean-Julien Rojer Horia Tecău           | 4:6, 3:6          |

## Erfolge bei bedeutenden Turnieren

### Doppel
Die Tabelle listet die Ergebnisse der Grand-Slam-Turniere, der ATP Finals, der Olympischen Spiele, des Davis Cups und der Masters-Turniere auf.
| Turnier           | 2022 | 2021 | 2020 | 2019 | 2018 | 2017 | 2016 | 2015 | 2014 | 2013 | 2012 | 2011 | 2010 | 2009 | Karriere |
| ----------------- | ---- | ---- | ---- | ---- | ---- | ---- | ---- | ---- | ---- | ---- | ---- | ---- | ---- | ---- | -------- |
| Australian Open   | —    | 1    | 1    | 1    | 2    | AF   | 2    | 1    | 2    | HF   | 2    | 1    | 1    | —    | 1 × HF   |
| French Open       | —    | 1    | —    | 1    | HF   | 1    | S    | 1    | F    | VF   | —    | 2    | VF   | VF   | 1 × S    |
| Wimbledon         | —    | 1    |      | —    | 1    | 1    | —    | 2    | AF   | 1    | 1    | 2    | 2    | 1    | 1 × AF   |
| US Open           | —    | —    | —    | —    | 2    | F    | HF   | AF   | F    | AF   | HF   | AF   | 1    | —    | 2 × F    |
| ATP Finals        | —    | —    | —    | —    | —    | —    | RR   | —    | RR   | RR   | S    | —    | —    | —    | 1 × S    |
| Indian Wells      | —    | —    |      | —    | VF   | 1    | HF   | AF   | —    | AF   | S    | HF   | S    | AF   | 2 × S    |
| Miami             | —    | —    |      | 1    | 1    | 1    | AF   | 1    | 1    | HF   | AF   | AF   | AF   | AF   | 1 × HF   |
| Monte Carlo       | —    | —    |      | 1    | 1    | F    | 1    | VF   | 1    | AF   | HF   | 1    | VF   | —    | 1 × F    |
| Madrid            | AF   | 1    |      | 1    | 1    | HF   | 1    | HF   | AF   | AF   | VF   | AF   | VF   | AF   | 2 × HF   |
| Rom               | —    | —    | —    | AF   | VF   | AF   | 1    | F    | —    | VF   | S    | 1    | —    | —    | 1 × S    |
| Kanada            | —    | —    |      | —    | AF   | 1    | —    | —    | VF   | VF   | F    | 1    | —    | —    | 1 × F    |
| Cincinnati        | —    | —    | —    | —    | VF   | AF   | 1    | —    | AF   | F    | VF   | AF   | —    | —    | 1 × F    |
| Shanghai          |      |      |      | —    | —    | AF   | VF   | —    | HF   | VF   | —    | 1    | AF   | —    | 1 × HF   |
| Paris             | —    | —    | —    | —    | 1    | VF   | VF   | —    | HF   | VF   | —    | —    | —    | —    | 1 × HF   |
| Olympische Spiele |      |      | —    |      |      |      | S    |      |      |      | 1    |      |      |      | 1 × S    |
| Davis Cup         | —    | —    | —    | —    | HF   | VF   | PO   | —    | 1    | 1    | F    | —    | —    | —    | 1 × F    |

Zeichenerklärung: S = Turniersieg; F, HF, VF, AF = Einzug ins Finale, Halb-, Viertel-, Achtelfinale; 1, 2, 3 = Ausscheiden in der 1., 2., 3. Haupt- / Finalrunde; Q1, Q2, Q3 = Ausscheiden in der 1., 2. 3. Qualifikationsrunde; RR = Round Robin (Gruppenphase); nicht ausgetragen oder andere Kategorie; PO (Playoff), P2 = Auf-/Abstiegsrunde zur Weltgruppe I/II im Davis Cup; W2 = Teilnahme in der Weltgruppe II